# Branko Zinaja
Branko Zinaja (Varaždin, 28. rujna 1895. – Opatija, 20. rujna 1949.) bio je hrvatski nogometaš i nogometni reprezentativac. Brankov brat Dušan također je bio nogometni reprezentativac.

### Reprezentativna karijera
Za nogometnu reprezentaciju Kraljevine Jugoslavije odigrao je šest utakmica i postigao četiri pogotka.